# 6N1P

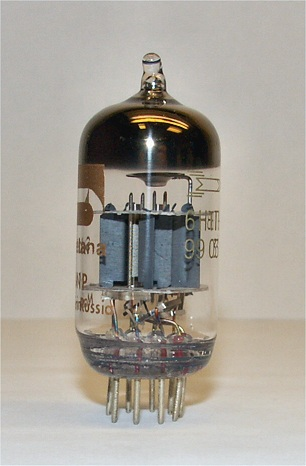
オリジナルの工場のロゴ(右)とRuselectronics Svetlana のブランド名(左)の印字された6N1P-EV (1999年)

6N1P (ロシア語: 6Н1П)はオーディオアンプおよびカソードドライバ用に開発された、ロシア製のミニチュア9ピン中増幅度双三極管(真空管)である。

基礎データ:

Uf = 6.3V, If = 600 mA
uM = 35
Ia = 7.5 mA
S = 4.35 mA/V
Pa = 2.2 W
6N1Pは6DJ8とよく似た定格を持ち、過去にはそのようにリブランドされたこともあった。しかしながら、ヒーター電流や相互コンダクタンスの値の違いなどにより、今日では6DJ8の代替球としては不適切とされている。
(ロシアにおける6DJ8同等品は6N23Pである)

耐震、長寿命、高信頼性など、定格を向上させたバージョンは6N1P-EV (ロシア語: 6Н1П-ЕВ)と名付けられている。
現在では、その優れた低歪みかつ低ノイズな特性により、ハイファイ真空管アンプのドライバ管として利用されることもある。この真空管はロシアのカルーガにある"ヴォスコート"工場で製造されており(参照)、SovtekブランドとSvetlanaブランドで販売されている。